# Украинская авиация в македонском конфликте

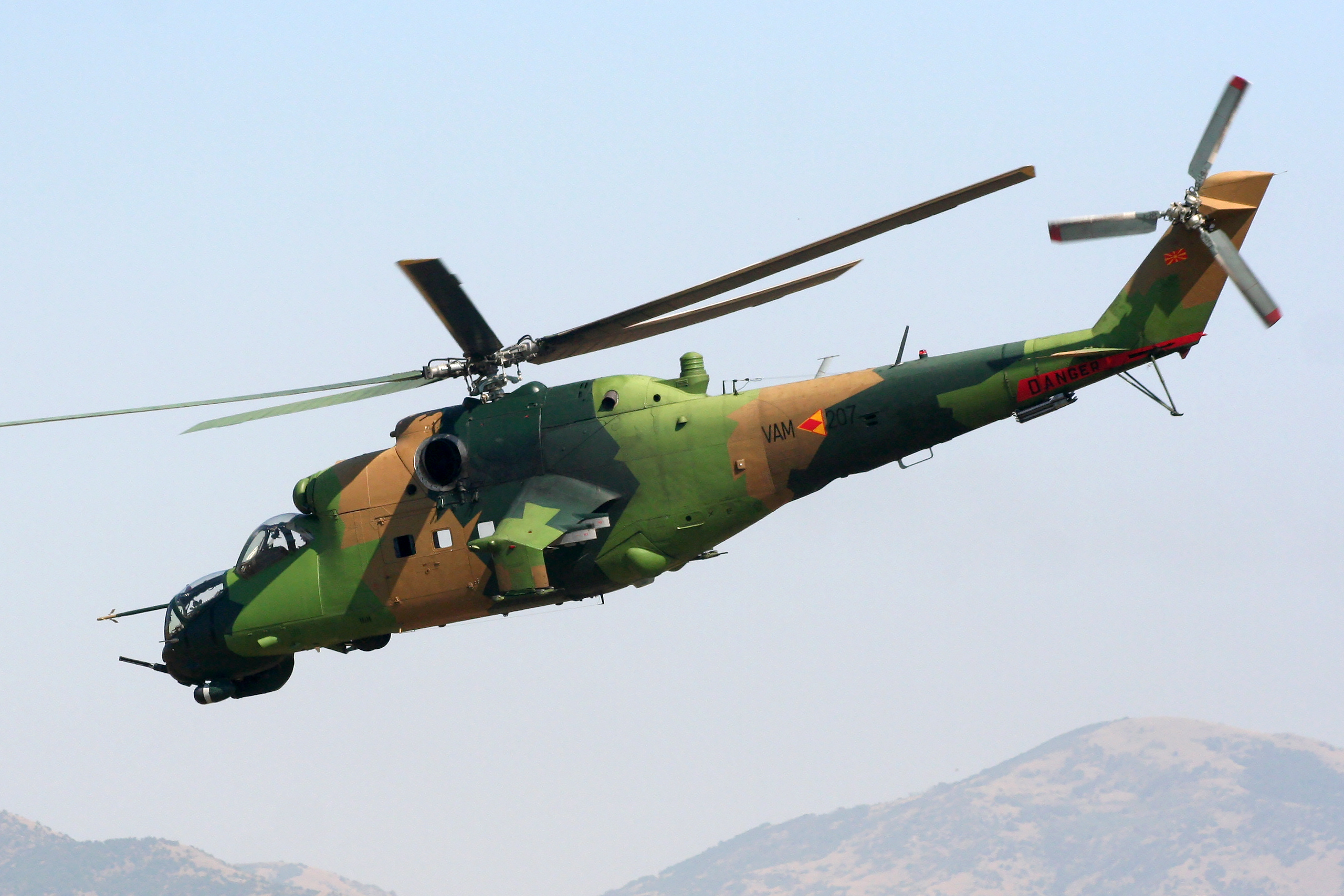
Ми-24В (борт VAM-207).

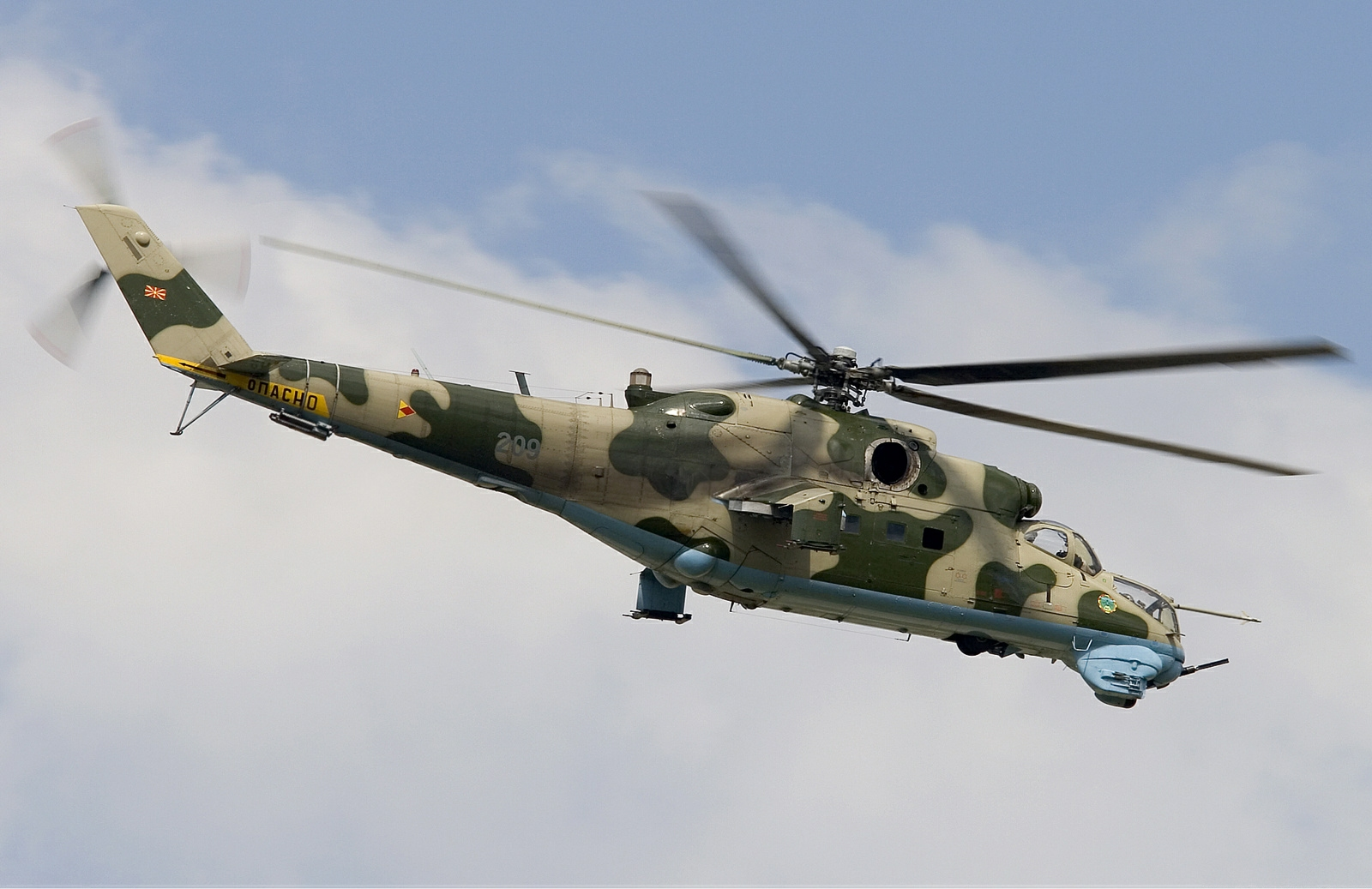
Ми-24В (борт VAM-209).

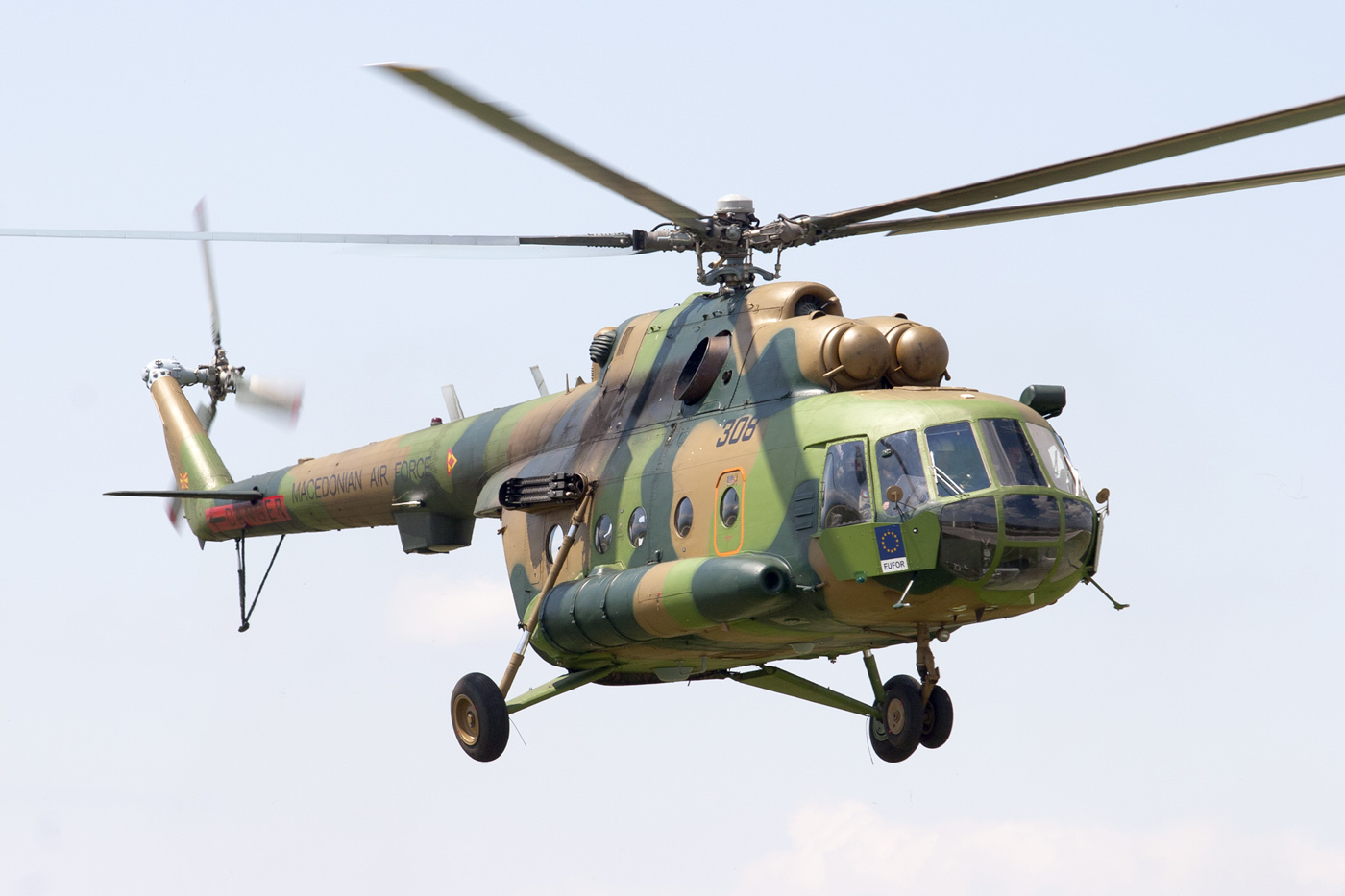
Ми-8МТ (борт VAM-308).

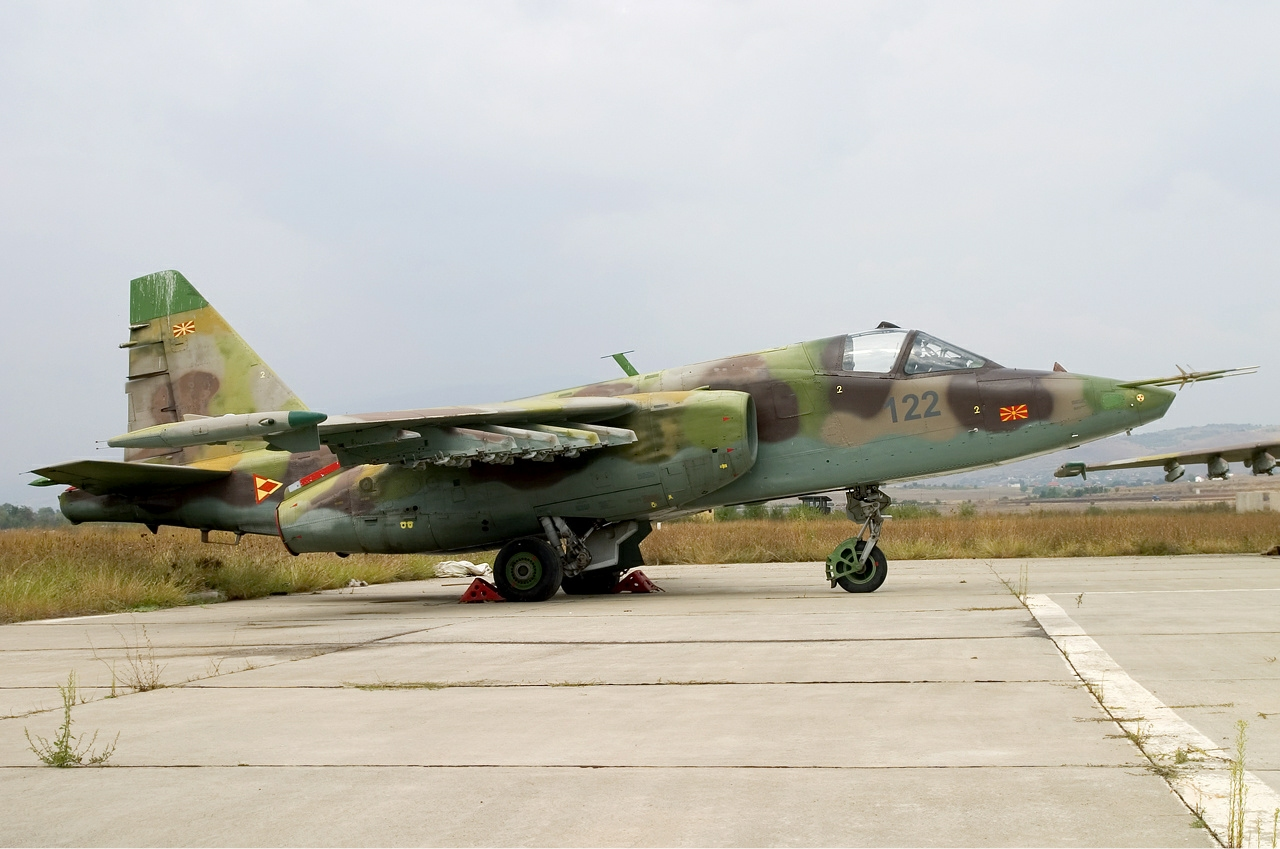
Су-25 (борт VAM-122).

В период военного конфликта 2001 года между властями бывшей югославской республики Македония и албанскими повстанцами Украина поставляла боевые вертолёты (Ми-8 и Ми-24) и самолёты (Су-25) правительственной армии. Кроме того, поступали сообщения о непосредственном участии украинских пилотов. Военная поддержка Киева вызвала недовольство стран Запада.

## История
С началом боевых действий союзники македонского правительства в лице стран НАТО ограничились лишь военными советниками. Однако правительственным силам требовалось оружие. Военную технику предоставили Греция, Болгария, Украина. В свою очередь Югославия поставляла стрелковое оружие и боеприпасы.
В марте 2001 года в Македонию начало поступать украинское вооружение. Вся техника передавалась согласно двустороннему договору о военно-техническом сотрудничестве по льготным ценам. Поставки вооружений вызвали недовольство в США и НАТО. 25 июля в Киеве проходит встреча Президента Украины Леонида Кучмы с советницей президента США по нацбезопасности Кондолизой Райс. Американская сторона требовала прекратить военную поддержку Македонии. Однако Кучма отказался подчиняться. Уже через две недели Украина отправляет в Македонию болгарские 30 танков и 20 БТР, модернизированных на своих заводах. В то же время западная пресса писала, что правительственными вертолётами и самолётами управляют украинские пилоты.
Сами албанские боевики отнеслись к усилению авиации противника серьёзно и запаслись ПЗРК американского и советского производства.

## Авиапарк
Таблица поставок украинской авиации в период конфликта. Сюда не включены поставки 1994 года (четыре вертолёта Ми-17 с номерами VAM-301/Z3-HHC, VAM-302/Z3-HHD, VAM-303/Z3-HHE, VAM-304/Z3-HHF, вошли в 301. TRHE) и 28 декабря 2001 года (два Ми-24К с номерами VAM-211 и VAM-212).
| Дата поставки         | Бортовой номер                      | Количество | Эскадрилья |        |        |        |
| Ми-8МТ                | Ми-8МТ                              | Ми-8МТ     | Ми-8МТ     | Ми-8МТ | Ми-8МТ | Ми-8МТ |
| --------------------- | ----------------------------------- | ---------- | ---------- | ------ | ------ | ------ |
| 20 марта              | VAM-305, VAM-306, VAM-307 и VAM-308 | 4 единицы  | 301. TRHE  |        |        |        |
| Ми-24В                |                                     |            |            |        |        |        |
| 23 марта              | VAM-201 и VAM-202                   | 2 единицы  | 201. POHE  |        |        |        |
| 15 апреля             | VAM-203 и VAM-204                   | 2 единицы  | 201. POHE  |        |        |        |
| 15 июня               | VAM-205, VAM-206, VAM-207, VAM-208  | 4 единицы  | 201. POHE  |        |        |        |
| 4 сентября            | VAM-209 и VAM-210                   | 2 единицы  | 201. POHE  |        |        |        |
| Су-25 (одноместные)   |                                     |            |            |        |        |        |
| 20 июня               | VAM-121, VAM-122, VAM-123           | 3 единицы  | 101. AE    |        |        |        |
| Су-25УБ (двухместные) |                                     |            |            |        |        |        |
| 20 июня               | VAM-120                             | 1 единица  | 101. AE    |        |        |        |

Летом 2022 года стало известно о возвращении украинской стороне четырёх штурмовиков Су-25, не летавших с 2004 года. В марте 2023 года глава Минобороны Македонии Славянка Петровска заявила, что страна передаст Украине 12 вертолётов, поставленных в 2001 году, так как машины «почти выработали ресурс».

## Пилоты
Первые сообщения об участии украинцев в конфликте появились вечером 23 марта. Американский канал CNN заявил, что «удар по албанским повстанцам нанесли российские вертолёты с украинскими экипажами на борту».
Официальный Киев решительно отверг такие утверждения, хотя сами вертолётчики в приватных беседах подтверждали, что сделали «пару-тройку боевых вылетов» за «разумную плату» (среди таковых — Игорь Шандрыгин). Косвенно факт участия украинцев подтверждает и то, что довоенный налёт македонских летчиков составлял всего около 20 часов в год. Кроме того, украинские инструкторы оставались в Македонии ещё в течение двух месяцев. У большинства из них был опыт войны в Афганистане.
Иностранцы не только выполняли боевые операции, но и готовили македонских лётчиков.

## Боевые вылеты
Впервые украинская авиация, в частности Ми-8 и Ми-24, была использована близ Тетово (23 марта) и близ горы Шар Планина (25 марта). С раннего утра 22 июня по позициям боевиков вокруг Арачиново начали работать Ми-24. Здесь участие украинских вертолётчиков сыграло одну из наиважнейших ролей. 23 июня над полем боя впервые появились Су-25. Утром 10 августа четыре Су-25, восемь Ми-24 и четыре Ми-8МТ поддержали сухопутные части при отражении вражеского наступления на село Радуша и армейский блокпост к западу от Скопье. Интенсивные атаки с воздуха продолжались до 14:00 следующего дня, причём впервые было отмечено применение бомб ФАБ-250. По официальным данным Министерства обороны Македонии потери боевиков от действий авиации составили не менее 400 человек убитыми и раненными.
По воспоминаниям украинских лётчиков, практически в каждом вылете по штурмовикам и вертолётам вёлся сильный огонь с земли, причём это было не только стрелковое оружие калибра 7.62-мм, но и крупнокалиберные пулемёты (12.7-мм) и зенитки калибров 20, 23 и 30-мм. Практически каждый вертолёт имел боевые повреждения. На некоторых, украинские же механики, насчитывали по несколько десятков пробоин. По штурмовикам было совершено несколько пусков ПЗРК, но самолётам удалось увернуться.